# 1065

## Esdeveniments
- Consagració de l'Abadia de Westminster
- Inici del regnat de Sanç II de Castella

## Naixements
Països Catalans
- Bernat III de Besalú, darrer comte de Besalú i Ripoll

Món
- Robert II de Flandes, comte de Flandes

## Necrològiques
Països Catalans
- Clemència de Bigorra, comtessa d'Urgell

Món
- Ferran I de Lleó